# 資訊共享空間

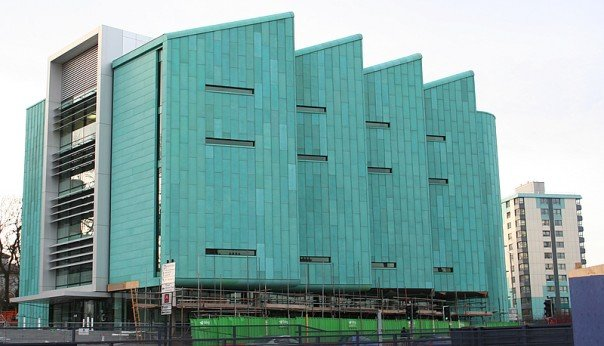
英國雪菲爾大學在2007年成立的資訊共享空間

資訊共享空間（英語：Information Commons），或稱資訊市集、學習共享空間（Learning Commons）、資訊中心（Information Hub）、學習中心（Learning Hub）、資訊拱廊（Information Arcade）等。是現代圖書館建築的新風貌。資訊共享空間擁有相當多樣性的定義，但這些定義皆共同描繪出一個圖書館能夠提供「一次購足」（One-stop shopping）的資訊服務，並且促進資訊素養的形成，推動自主研究與終身學習。

## 起源
根據国际图书馆协会联合会（IFLA）於1999年在「關於圖書館和知識自由權」的主題中表明，履行知識自由使用的義務是圖書館和資訊業的主要職責之後，資訊共享空間這個概念漸漸醞釀而生。2005年，IFLA 主席 Alex Byrne呼籲建立全球資訊共享空間。在2007年，英國的雪菲爾大學（University of Sheffield）成立以資訊共享空間為主體的圖書館建築。

## 資訊共享空間三層次
- 實體層次（Physical Commons）：即提供資訊聚集的空間、設備，如館藏資料、資訊工具、電腦等。
- 虛擬層次（Virtual Commons）：意指不同類型的網路資源及服務所聚集的平台，包括了數位媒體、搜尋引擎等。
- 文化層次（Cultural Common）：社會、政治、文化的人際範疇，如公開性演講、學術交流等，也稱為創意共享空間（creative commons）或社交共享空間（social commons）。
- 人力資源（Human Resources）：建構在三層面下的人力資源，如參考服務館員、資訊科技服務館員、同儕、師長等。

## 空間配置
根據目前各國的實踐，一個典型的資訊共享空間，館內的基礎空間配置與設施，大致上可以分為以下六類：

### 學術／參考核心館藏
英文為Scholarly or Core Collection，指我們仍然可以在標榜提供資訊科技服務的資訊共享空間中，發現重要參考館藏的蹤影。大學圖書館最重要的使命便是支援大學師生進行研究與教學，重要的參考核心館藏是資訊共享空間會保留下來的資源。

### 電腦資源與器材
英文為Computing Resources，指資訊共享空間具有讓使用者「一次購足」的理想服務，這種方便的資源取用方式，必定與現代的資訊科技結合，讓使用者可以使用紙本資源以外，更有電腦資源與器材可以取用。當然除了個人電腦以外，相關的輸入、輸出設備也不能少，像是印表機、掃描器等亦是使用者在取用資訊時會需要的硬體設備。另外面對日益普及的筆記型電腦，館內的無線網路的網路熱點若無死角，對使用者來說也是相當方便的。

### 討論、互動空間
英文為Workshop & Noisy Area，有別於安靜的圖書館，資訊共享空間處處存在著討論、互動空間。這種開放的空間鼓勵師生們回到館內進行討論與學術交流，印第安那大學所設置之資訊共享空間，其電腦教室就沒有隔間，教師與學生在這種開放的空間暢所欲言，交換資訊，讓人感覺到學術活動的感染力與生命力。

### 自主學習、多媒體資源
英文為Training & Digital Media。意指如果要跳脫團體活動的型態，在資訊共享空間同樣可以從事自主學習以及使用多媒體資源。目前已經多所大學已經實踐上路的資訊共享空間都有設置不少的自主學習空間，使用者可以根據自己的興趣選擇適合的訓練課程，這些根據自己興趣所產生的課程能夠不斷地刺激學生學習的興趣；多媒體資源方面，資訊共享空間中安排了數量眾多的個人電腦支援多媒體教材、資源的播放，館內的視聽資料與資訊設備形成良好的搭配。

### 學生休憩空間
即Student Lounge，在傳統圖書館裡面，如果讀書讀累了，可能會選擇趴在閱覽桌上小憩，或是離館。在資訊共享空間裡面設置了休憩空間，館方提供了舒服的家具，如沙發、懶人椅，並且適度允許飲食、談話，可以讓使用者輕鬆度過疲累的時光，也為下一次的衝刺而儲備能量。

### 可供安靜閱讀或自習的空間
即Quiet Area，滿足某些時候使用者仍然會有需要安靜空間的需求，資訊共享空間裡頭也會設置可供安靜閱讀或自習的空間，在這些空間中，館方可能會有不同的規定，如可以攜帶筆記型電腦與否，但是所有的Quiet Area都應該輕聲細語，讓想要遠離喧囂的使用者有一塊能夠安靜閱讀、學習的空間。

## 服務人員配置

### 客服人員
客服人員在傳統圖書館通常較容易由參考資訊服務館員兼任，但事實上客戶服務人員也有其專業。

#### 平時業務
身為使用者第一步可接近到的人員，專業的客服人員能在親切、友善的態度之下，為使用者提供基礎、綜合的服務，能為使用者排除基礎諮詢，如要求導覽、詢問一般性的指標性問題（如洗手間的位置）、詢問圖書館教育課程的時程表等等。

#### 推廣教育
客服人員的設置可以分擔資訊科技人員及館員的業務，如將館員所製作的資源指南（pathfinder）提供給需要的使用者、提供初來乍到的使用者一些指南或導覽文宣，或是提供換證等服務。若是超出其業務範圍，亦可以適度引介至館內的資訊科技人員或專業圖書館館員。縱然在業務劃分上有其模糊地帶，但是在重視專業分工的現代，不難理解資訊共享空間嘗試設置專業客服人員。

### 資訊科技人員
因應資訊共享空間嘗試讓使用者一次購足的理想，館內設置了許多資訊科技設備，相較起傳統圖書館，資訊共享空間需要資訊科技人員的支援。

#### 平時業務
資訊科技人員平時負責定期更新、維護館內軟體、硬體設備、監控使用情形，如流量管理。理想中的資訊科技人員通常可以於各樓層不定點移動，隨時注意使用者是否需要立即性的協助，同時也監督使用者是否有使用不當情形。

#### 推廣教育
資訊科技人員為使用者排除系統或軟硬體設備的問題，並配合課程的需要支援教師教學。推廣教育則是與館員合作，舉辦資料庫講習、電腦軟硬體教學，甚至可以走進社區，協助社區開設電腦利用教育等終身學習課程。

### 圖書館館員
各大學中的資訊共享空間不少是由圖書館轉變而來，仍然帶有圖書館的原始雛形。此外，在資訊共享空間中也不可或缺學術的參考館藏，因此館員的設置顯得必須。

#### 平時業務
圖書館館員提供流通、閱覽、參考服務等讀者服務；在技術服務部份則可以與資訊科技人員合作進行編目、資料庫相關業務，以及索引與摘要服務。

#### 推廣教育
既然資訊共享空間是一個公開的資訊共享空間，那麼館際合作上的需求也是不可或缺，在館際合作方面，館員可以提供其專業的服務，如館際互借、文獻傳遞等。並且提供資訊共享空間利用教育，編製資源指南，落實資訊素養教育，安排許多利用教育的課程。

## 外部連結
1. 雪菲爾資訊共享空間(英文) （页面存档备份，存于）
2. 印第安那大學資訊共享空間(英文)
3. 奧克蘭大學資訊共享空間(英文) （页面存档备份，存于）
4. 多倫多大學資訊共享空間(英文)